# Gran Premio de Finlandia de Motociclismo de 1962
El Gran Premio de Finlandia de Motociclismo de 1962 fue la décima prueba de la temporada de 1962 del Campeonato Mundial de Motociclismo. El Gran Premio se disputó el 23 de septiembre de 1962 en el Circuito de Tampere. Era la primera vez que el Mundial organizaba una carrera en este país donde tomaba el testigo a otro premio escandinavo, la de Suecia.

## Resultados 500cc
Esta carrera estuvo marcada por la ausencia de los pilotos habituales del Mundial. De hecho, buena parte de los pilotos eran escandinavos y de los 16 de la que tomaron la salida, solo llegaron 11 a meta. El equipo MV Agusta no apareció porque el título mundial ya estaba ganada por Mike Hailwood. Pero el británico quería correr con una Norton, pero se lesionó en los entrenamientos de 125cc y no pudo comenzar. Alan Shepherd nuevamente mostró que era el mejor del resto y ganó con su Matchless G50, consiguiendo el subcampeonato del Mundo. Sven-Olov Gunnarsson quedó en segundo lugar por delante de František Šťastný.
| Pos.    | Piloto               | Equipo    | Tiempo     | Pts. |
| ------- | -------------------- | --------- | ---------- | ---- |
| 1       | Alan Shepherd        | Matchless | 1h 03:16.9 | 8    |
| 2       | Sven-Olov Gunnarsson | Norton    | +1:02.8    | 6    |
| 3       | František Šťastný    | Jawa      | +1:38.6    | 4    |
| 4       | Anssi Resko          | Matchless | +1:55.0    | 3    |
| 5       | Harald Karlsson      | Norton    | +1 Vuelta  | 2    |
| 6       | Roland Föll          | Matchless | +1 vuelta  | 1    |
| 7       | Rudolf Gläser        | Norton    | +1 Vuelta  |      |
| 8       | Tauno Nurmi          | Norton    | +1 Vuelta  |      |
| 9       | Antero Ventoniemi    | Norton    | +1 Vuelta  |      |
| 10      | Viljo Heino          | Norton    | +1 Vuelta  |      |
| 11      | Raine Lampinen       | Norton    | +2 Vueltas |      |
| Ret     | Mike Duff            | Matchless | Ret        |      |
| Ret     | Agne Carlsson        | Norton    | Ret        |      |
| Ret     | Pentti Lehtelä       | Norton    | Ret        |      |
| Ret     | Hannu Kuparinen      | Norton    | Ret        |      |
| Ret     | Veikko Sulasaari     | Norton    | Ret        |      |
| Fuente: |                      |           |            |      |

## Resultados 350cc
Tommy Robb ganó la carrera de 350cc por delante de su compañero Jim Redman. Alan Shepherd recibió un RE 350 de MZ y así obtuvo los primeros puntos para esta marca de la categoría de 350cc.
| Pos. | Piloto               | Equipo | Tiempo     | Pts. |
| ---- | -------------------- | ------ | ---------- | ---- |
| 1    | Tommy Robb           | Honda  |            | 8    |
| 2    | Jim Redman           | Honda  |            | 6    |
| 3    | Alan Shepherd        | MZ     |            | 4    |
| 4    | Sven-Olov Gunnarsson | Norton |            | 3    |
| 5    | Taneli Lepo          | AJS    |            | 2    |
| 6    | Moto Kitano          | Honda  |            | 1    |
| 7    | Anssi Resko          | AJS    | +2 Vueltas |      |
| 8    | Rudolf Glaeser       | Norton | +2 Vueltas |      |

## Resultados 125cc
Mike Hailwood tuvo la oportunidad de usar una MZ RE 125 en Finlandia, pero se lesionó en los entrenamientos y no pudo comenzar. Jim Redman ganó a Luigi Taveri y Alan Shepherd, que pilotó con su MZ y batió sobre la línea de meta por delante del piloto oficial Hans Fischer.
| Pos. | Piloto         | Moto   | Tiempo    | Pts. |
| ---- | -------------- | ------ | --------- | ---- |
| 1    | Jim Redman     | Honda  | 57' 43" 1 | 8    |
| 2    | Luigi Taveri   | Honda  | + 1" 1    | 6    |
| 3    | Alan Shepherd  | MZ     | +56" 4    | 4    |
| 4    | Hans Fischer   | MZ     | +57" 5    | 3    |
| 5    | Frank Perris   | Suzuki | +2' 02"   | 2    |
| 6    | Jukka Petäjä   | MZ     | +1 Vuelta | 1    |
| DNS  | Mike Hailwood  | Norton | DNS       |      |
| Ret  | Hugh Anderson  | Suzuki | Ret       |      |
| Ret  | Isao Morishita | Suzuki | Ret       |      |
| Ret  | Teisuke Tanaka | Honda  | Ret       |      |
| Ret  | László Szabó   | MZ     | Ret       |      |
| Ret  | Tommy Robb     | Honda  | Ret       |      |

## Resultados 50cc
Ernst Degner, que se había perdido dos carreras debido a una lesión, llegó a Finlandia tres puntos por detrás de Hans-Georg Anscheidt. Este último ya no pudo anotar carreras completas, ya que tuvo que comenzar a quitar los resultados. Degner no se molestó por eso. Sin embargo, fue la primera vez que la Honda RC 111 marcó la pauta. Luigi Taveri ganó por delante de Tommy Robb. Anscheidt fue tercero, pero de los cuatro puntos que ganó con esto, tres fueron eliminados. Degner llegó en cuarto lugar y, por lo tanto, avanzó a Anscheidt. La batalla por el título mundial, por lo tanto, se decidiría en la GP de Argentina.
| Pos. | Piloto               | Moto     | Tiempo | Pts. |
| ---- | -------------------- | -------- | ------ | ---- |
| 1    | Luigi Taveri         | Honda    |        | 8    |
| 2    | Tommy Robb           | Honda    |        | 6    |
| 3    | Hans-Georg Anscheidt | Kreidler |        | 4    |
| 4    | Ernst Degner         | Suzuki   |        | 3    |
| 5    | Teisuke Tanaka       | Honda    |        | 2    |
| 6    | Hugh Anderson        | Suzuki   |        | 1    |